# Despertar para Derechos Civiles, Libertad y Salud
Despertar para Derechos Civiles, Libertad y Salud (en alemán: Aufbruch für Bürgerrechte, Freiheit und Gesundheit, AUFBRUCH) fue un partido político alemán.

## Programa
El partido estaba a favor de la eliminación gradual de la energía nuclear, así como en contra de la agricultura industrial y la experimentación con animales. En política de salud, el partido abogaba por el acceso a la medicina alternativa  y un alto a la expansión de la telefonía móvil. Sostenía que la alta tecnología alejaba a las personas de la salud y la naturaleza, y que el medio ambiente debía tener prioridad absoluta en cada desarrollo tecnológico.

## Historia
Fue fundado en Múnich en 1998 por el médico Hans Christoph Scheiner. Durante los siguientes años se presentó esporádicamente a elecciones federales, europeas y estatales. Su resultado más alto lo obtuvo en las elecciones estatales de Sajonia de 2004 con el 0,5%. Tras la muerte de Scheiner en 2012 las actividades del partido no continuaron, por lo que se presume que la colectividad fue disuelta.

## Resultados electorales

### Elecciones federales
- 2002: 0,01%

### Elecciones al Parlamento Europeo
- Elecciones al Parlamento Europeo de 2004: 0,2 %
- Elecciones al Parlamento Europeo de 2009: 0,1 %

### Elecciones estatales
- Baviera 2003: 0,1 %
- Sajonia 2004: 0,5 %
- Renania-Palatinado 2006: 0,1 %